# Ignacio González (ur. 1984)
Juan Ignacio „Nacho” González Ibarra (ur. 8 lipca 1984 w Guadalajarze) – meksykański piłkarz występujący na pozycji środkowego obrońcy.

## Kariera klubowa
González pochodzi z miasta Guadalajara i jest wychowankiem akademii juniorskiej tamtejszego zespołu Club Atlas. Do treningów pierwszej drużyny został włączony jako dwudziestolatek przez szkoleniowca Sergio Bueno, lecz nie zdołał rozegrać w niej żadnego spotkania i występował wyłącznie w drugoligowych rezerwach klubu – Coyotes de Sonora i Académicos de Tonalá. W styczniu 2007 udał się na półroczne wypożyczenie do drugoligowego Club Celaya, gdzie jako podstawowy piłkarz spędził pół roku, po czym został wypożyczony na rok do innego zespołu z Guadalajary – Tecos UAG. Tam za kadencji argentyńskiego trenera Darío Franco zadebiutował w meksykańskiej Primera División, 17 sierpnia 2007 w przegranym 0:3 spotkaniu z Atlante, jednak przez cały pobyt w tym klubie pełnił rolę rezerwowego. Bezpośrednio po tym przeniósł się do drugoligowego Querétaro FC; tam jako podstawowy stoper w jesiennym sezonie Apertura 2008 wygrał Primera División A i na koniec rozgrywek 2008/2009 awansował z drużyną do pierwszej ligi. Po promocji został jednak relegowany do roli głębokiego rezerwowego ekipy Querétaro, w której spędził ogółem półtora roku.
Wiosną 2010 González przeszedł do drugoligowego Club León, gdzie od razu wywalczył sobie niepodważalną pozycje na środku defensywy. Już w pierwszym, wiosennym sezonie Bicentenario 2010 dotarł z ekipą do finału drugiej ligi, zaś dwa lata później, w sezonie Clausura 2012, triumfował z Leónem w Liga de Ascenso, co na koniec rozgrywek 2011/2012 zaowocowało awansem klubu do najwyższej klasy rozgrywkowej (drugim w swojej karierze). Premierowego gola w pierwszej lidze strzelił 10 sierpnia 2012 w wygranej 3:0 konfrontacji z Santosem Laguna, natomiast w sezonie Apertura 2013 zdobył z zespołem prowadzonym przez Gustavo Matosasa swoje pierwsze mistrzostwo Meksyku, będąc podstawowym stoperem zespołu. Pół roku później, podczas rozgrywek Clausura 2014, wywalczył z Leónem kolejny tytuł mistrza Meksyku, zdobywając decydującą o triumfie bramkę w dogrywce drugiego finałowego meczu z Pachucą (2:0). W sezonie Apertura 2015 doszedł natomiast do finału krajowego pucharu – Copa MX.
| Sezon     | Klub                 | Kraj   | Rozgrywki  | Mecze | Bramki |
| --------- | -------------------- | ------ | ---------- | ----- | ------ |
| 2005/2006 | Coyotes de Sonora    | Meksyk | Ascenso MX | 32    | 0      |
| 2006/2007 | Académicos de Tonalá | Meksyk | Ascenso MX | 10    | 1      |
| 2006/2007 | Club Celaya          | Meksyk | Ascenso MX | 18    | 0      |
| 2007/2008 | Tecos UAG            | Meksyk | Liga MX    | 8     | 0      |
| 2008/2009 | Querétaro FC         | Meksyk | Ascenso MX | 34    | 1      |
| 2009/2010 | Querétaro FC         | Meksyk | Liga MX    | 1     | 0      |
| 2009/2010 | Club León            | Meksyk | Ascenso MX | 12    | 0      |
| 2010/2011 | Club León            | Meksyk | Ascenso MX | 33    | 0      |
| 2011/2012 | Club León            | Meksyk | Ascenso MX | 27    | 4      |
| 2012/2013 | Club León            | Meksyk | Liga MX    | 34    | 2      |
| 2013/2014 | Club León            | Meksyk | Liga MX    | 43    | 2      |
| 2014/2015 | Club León            | Meksyk | Liga MX    | 29    | 2      |
| 2015/2016 | Club León            | Meksyk | Liga MX    | 28    | 2      |
| 2016/2017 | Club León            | Meksyk | Liga MX    |       |        |